# The Tooth
The Tooth (englisch Der Zahn) ist ein 1479 m hoher Felssporn in den Kyle Hills östlich des Mount Terror auf der antarktischen Ross-Insel. Er ragt 1,5 km südsüdöstlich des Tent Peak auf und erinnert in seiner Form an einen fossilen Haizahn.
Den deskriptiven Namen erhielt die Formation durch Teilnehmer der New Zealand Geological Survey Antarctic Expedition (1958–1959), die den östlichen Teil der Ross-Insel erkundeten.